# 海盜船遊戲

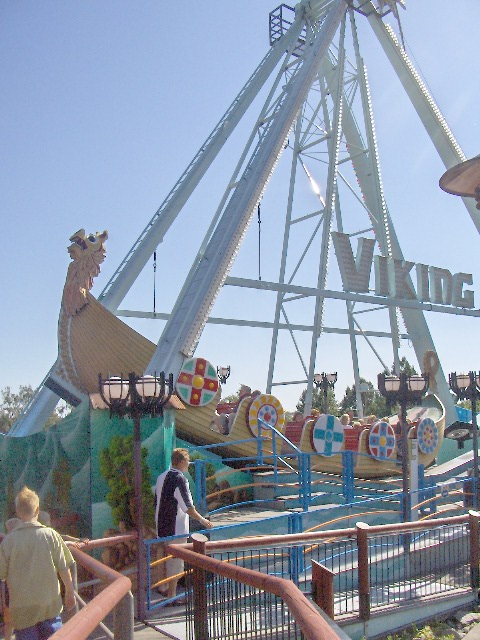

海盜船，遊樂場內常見的機動遊戲設施之一，是模仿童話故事中的古代海盜船隻的遊戲設施。它有趟開的座艙，可以像鐘擺一樣前後擺動，乘客置身其中，感受不同程度的重力及向心力，以及感受到周遭景物高速往返的刺激效果。
傳統的海盜船遊戲最多只作一百八十度的擺動，乘客最多與地面成直角而不會上下反過來，亦不需繫上安全帶。部份新的海盜船擺動時，會接近360度完全倒轉，乘客雖然是以安全帶固定在座位之上，也能感受到危險邊緣來回的視覺刺激及尖叫。
180度擺動的海盜船座位中，位於「船首」及「船尾」的因為擺幅最大，速度最高，所受的拉力最大，因此亦是最刺激的。

## 相關
- 大型遊樂設施
- 環球嘉年華
- 艾夫特琳